# رامبوکپوتا-آنگا
رامبوکپوتا-آنگا (به لاتین: Rambukpota-anga) یک منطقهٔ مسکونی در سری‌لانکا است که در استان مرکزی (سری‌لانکا) واقع شده‌است.